# سد و نیروگاه سنگ‌توده ۲
سد و نیروگاه سنگ‌تودهٔ ۲ بر روی رود وخش در ولایت ختلان تاجیکستان قرار دارد.

## محل سد
سد و نیروگاه برق‌آبی سنگ‌تودهٔ ۲ در جنوب غربی تاجیکستان در بخش دانگار رینسکی، نزدیک روستای غزان گذر قرار دارد. ساختگاه سد در فاصلهٔ حدود ۱۸۰ کیلومتری جنوب‌شرقی شهر دوشنبه پایتخت تاجیکستان و بر روی رود وخش است.

## مشخصات
سد سنگ‌تودهٔ ۲ از نوع خاکی و دارای ۳۱٫۵ متر ارتفاع از بستر رود است و نیروگاه آن دارای دو واحد توربین هر یک با قدرت ۱۱۰ مگاوات و مجموع قدرت نصب ۲۲۰ مگاوات است. این سد خاکی با هستهٔ رسی مرکزی و دیوارهٔ آب بند بتنی است که با استفاده از ۴٬۸۸۲ متر مکعب بتن پلاستیک این دیواره احداث گردیده‌است. ارتفاع سد از پی ۳۱٫۵ متر با طول تاج سد ۳۱۷ متر و عرض تاج سد ۱۲ متر است. همچنین حجم کل مخزن سد ۶۶٫۵ میلیون مترمکعب است. حجم عملیات خاکبرداری ۲٬۰۳۸٬۰۴۴ متر مکعب و حجم عملیات خاکریزی بدنهٔ سد ۵۸۸٬۶۷۶ مترمکعب است. در احداث سد و نیروگاه سنگ‌تودهٔ ۲ شرکت سنگاب به عنوان مجری (کارفرما)، شرکت مهندسی مشاور مهاب قدس به عنوان مشاور طرح، شرکت فراب به عنوان پیمانکار اصلی طرح، شرکت مهندسین عمران مارون به عنوان پیمانکار ساختمانی و شرکت‌های دیگر ایرانی از جمله نوتاش، تروند تدبیر، فسان و ... شرکت داشته‌اند.

## ساخت
فرآیند ساخت این پروژه در بهمن ۱۳۸۵ توسط شرکت ایرانی سنگاب (از مجموعه شرکت‌های زیر مجموعه شرکت فراب) آغاز شد که ساخت این پروژه به صورت روش اجرا، مالکیت، بهره‌برداری و سپس انتقال مالکیت نیروگاه (BOOT) می‌باشد. این نیروگاه پس از آغاز بهره‌برداری تجاری، به مدت ۱۲ سال و شش ماه در اختیار ایران قرار خواهد داشت تا طرف ایرانی، سرمایه‌گذاری و سود توافق شدهٔ خود را از راه درآمدهای حاصل از این نیروگاه برداشت کند و سپس نیروگاه در اختیار طرف تاجیک قرار می‌گیرد. برای احداث این پروژه ۳۱۹ میلیون دلار هزینه گردیده که ملبغ ۱۸۰ میلیون دلار توسط دولت ایران با عاملیت بانک توسعهٔ صادرات ایران، ۶۲٫۹ میلیون دلار وام پرداخت شده به شرکت پروژهٔ سنگاب از محل منابع داخلی بانک توسعهٔ صادرات ایران، ۳۶ میلیون دلار سرمایه‌گذاری شرکت پروژهٔ سنگاب و ۴۰ میلیون دلار سهم دولت تاجیکستان (پرداخت شده از طرف شرکت برقِ تاجیک) می‌باشد.
فاز نخست این سد و نیروگاه در ۱۴ شهریور ۱۳۹۰ که بیستمین سالگرد استقلال تاجیکستان است با حضور رئیسان جمهور تاجیکستان و ایران افتتاح شد.

به گزارش وبگاه آفتاب در ۱۹ شهریور ۱۳۹۳ در مراسم بهره‌برداری از توربین دوم نیروگاه سنگ‌توده-۲ در تاجیکستان، حسن روحانی گفت:
خوش‌حالیم اعلام کنیم که یکی از تلاش‌های مهندسی جمهوری اسلامی ایران در این کشور به ثمر می‌نشیند و نیروگاه برق آبی افتتاح می‌شود.